# 손휘
손휘(한국 한자: 孫輝, 2004년 4월 3일 ~ )는 대한민국의 축구 선수로, 포지션은 미드필더이다. 현재 K리그2 부산 아이파크 소속이다.